# Cabildo
Un cabildo, o ayuntamiento, era un organo collegiale coloniale spagnolo che governava un comune. I cabildos venivano a volte nominati, a volte eletti, ma erano considerati rappresentanza dei proprietari terrieri di tutti i nuclei familiari (vecinos). Il cabildo coloniale era essenzialmente lo stesso di quello che si sviluppò nella Castiglia medievale. Il cabildo era la rappresentazione legale del comune e dei vecinos davanti alla corona, ed era tra le prime cose create dai conquistadores dopo (o, a volte, prima) aver conquistato un'area. Ad esempio Hernán Cortés fondò La Villa Rica de la Vera Cruz per liberarsi dall'autorità del Governo di Cuba. Il termine cabildo ha la stessa radice latina (capitulum) del termine italiano "capitolo". Storicamente il termine ayuntamiento è spesso preceduto dalla parola excelentísimo come allocuzione, quando ci si riferiva al consiglio. Questa frase è spesso abbreviata in Exc.mo Ay.to

## Evoluzione del Cabildo

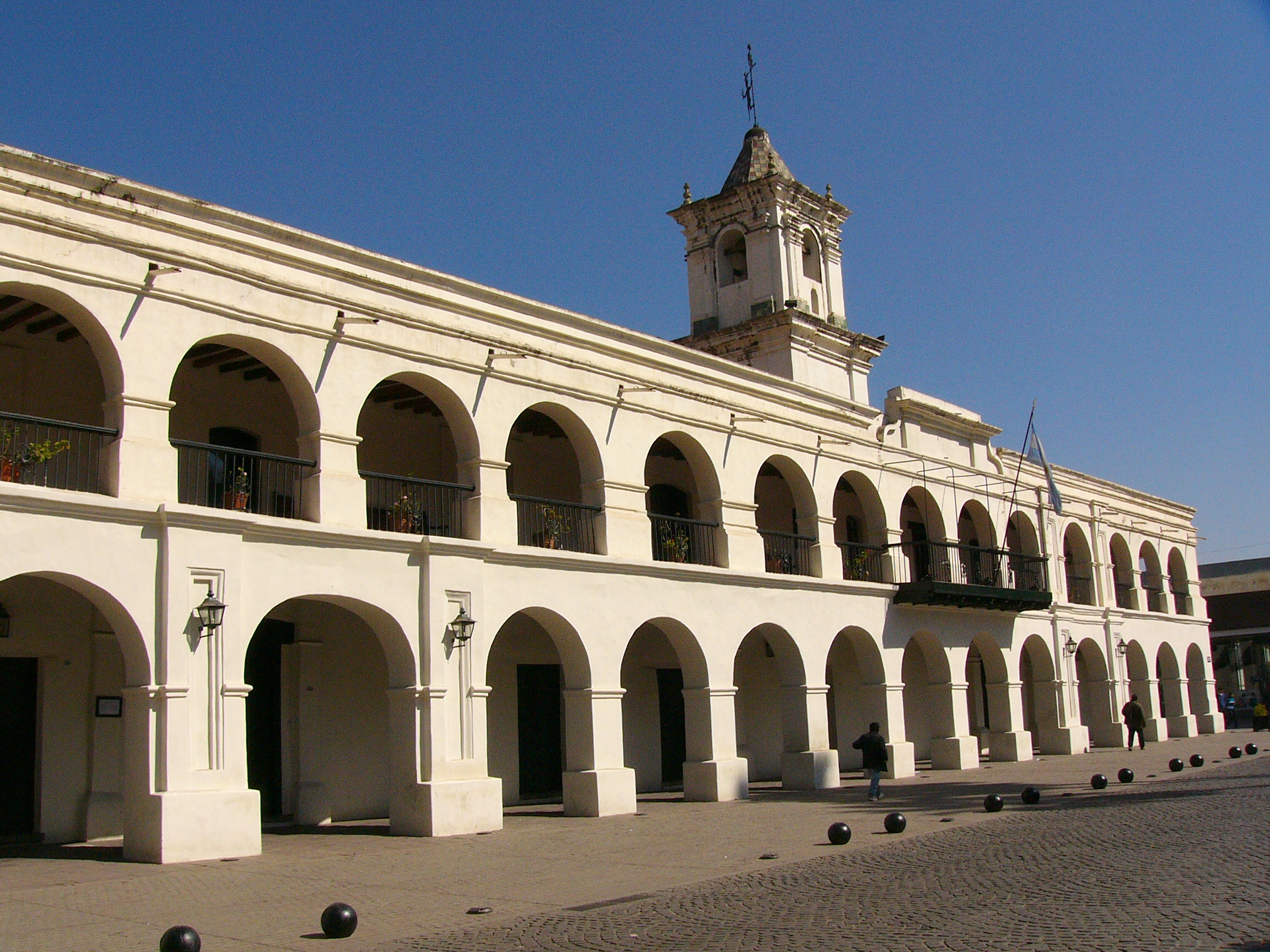
Cabildo di Salta, in Argentina.

Il cabildo castigliano ha alcune somiglianze con i municipia e le civitates romane, soprattutto per l'uso di molti ufficiali amministrativi e per il loro controllo del territorio (territorium), ma la sua evoluzione seguì uno sviluppo puramente medievale. Con il collasso dell'impero romano d'Occidente e la nascita del regno visigoto, l'antico governo comunale scomparve. In molti casi si cercò di scappare dall'instabilità politica, le persone si affidarono ai latifondisti barattando il proprio lavoro con la protezione, in un processo che alla fine portò al feudalesimo. Nei luoghi in cui sopravvissero i vecchi territoria i re visigoti nominarono un singolo ufficiale, chiamato comes o iudice, col compito di sostituire i defunti municipia o civitates. In seguito alla conquista islamica i nuovi regnanti nominarono vari giudici per gestire gli affari cittadini. I Qadi giudicavano ogni causa che ricadeva sotto il controllo della Shari'a, ed i sahibs gestivano l'amministrazione urbana, tipo i mercati e l'ordine pubblico.
Il cabildo iniziò la propria evoluzione durante la Reconquista. Con il crescere delle aree fortificate e la loro trasformazione in centri urbani nei regni di Portogallo, León e Castiglia, i re (e a volte i signori locali) garantirono alle città vari livelli di autogestione e codici di leggi (i fuero) e rendendole centro amministrativo di grandi terminus o alfoz, analoghi agli antichi territorium. In generale i governi municipali erano spesso composti da un consiglio (consejo) aperto a tutti i proprietari maschi adulti della città ed un nobile nominato per rappresentare il re, ed organizzava la difesa della città ed i terminus. Dal XIII secolo questi consigli aperti si dimostrarono poco gestibili, e furono sostituiti da gruppi più piccoli, i cabildo o ayuntamiento composti da un certo numero di regidores (di solito 24 nelle grandi città) eletti dai proprietari terrieri. Questi nuovi corpi divennero definitivi alla fine del XIV secolo. Come parte dello stesso processo, e nello stesso periodo, nel regno di Aragona si sviluppò il consell, con attributi e composizione differente.

## Struttura
In teoria ogni comune nelle colonie spagnole delle Americhe e delle Filippine aveva un cabildo. I comuni non erano semplicemente le città, ma anche i territori circostanti. Tutte le terre venivano assegnate al comune. Solitamente il cabildo emanava leggi locali e rispondeva al presidente dell'audiencia, che a sua volta dipendeva dal viceré. Il cabildo aveva doveri giuridici, legislativi ed amministrativi. Per questo motivo era spesso definito Consejo, Justicia y Regimiento (Consiglio, Giustizia e Governo).
Il cabildo era formato da diversi tipi di ufficiali. C'erano da 4 a 12 regidores, a seconda della dimensione e dell'importanza del comune. I Regidores non erano solo legislatori, ma gestivano l'amministrazione di tutto il territorio, dividendosi i compiti. I primi tempi i regidores erano eletti da tutti i proprietari terrieri del borgo. Nel Tardo Medioevo queste elezioni divennero spesso violente, con cittadini che formavano bande per controllare le elezioni e ricorso agli omicidi. Per porre un freno i re iniziarono a nominare un certo numero, a volte tutti, di regidores in alcune città. Nell'era moderna diverse città hanno fuso vari metodi di elezione e nomina, sia in Spagna che nelle colonie. Infine, per aggiungere un nuovo livello di controllo, i re introdussero i corregidores per essere direttamente rappresentati e presidiare i cabildo. Nonostante molti comuni avessero perso il diritto alle elezioni col passare del tempo, città e cabildo guadagnavano nuovo potere grazie allo sviluppo dei parlamenti Castigliano e Leonese (le cortes) dato che al loro interno le città avevano il diritto di rappresentanza.
Oltre ai membri del consiglio, il cabildo aveva uno o due magistrati, gli alcalde, che i regidores eleggevano ogni 1º gennaio. Gli Alcalde fungevano da giudici di prima istanza in tutte le cause civili e penali, ed erano i presidenti del cabildo, a meno che esistesse un corregidor. Nei capoluoghi di provincia il primo alcalde poteva sostituire il governatore che, per qualsiasi motivo, era impossibilitato a svolgere i suoi compiti. Altri ufficiali erano gli alférez real (alfieri reali), che avevano diritto di voto nelle delibere del cabildo, e potevano sostituire gli alcalde; gli alguacil mayor, che gestivano il servizio di polizia locale; i fiel ejecutor, ispettori di pesi e misure nei mercati, e responsabili della sanità comunale; i procurador o avvocati cittadini; ed uno Scriba.
In seguito alle riforme borboniche, solo i peninsulares potevano essere nominati nei ruoli di viceré e vescovo. Anche gli altri uffici, come oidores dell'audiencia, corregidores (dove continuarono ad esistere) ed intendenti, videro un aumento della presenza di peninsulares. I creoli che avevano avuto facile accesso a queste posizioni, specialmente dopo che si iniziarono a vendere i titoli alla fine del XVI secolo, persero potere. In risposta a questa cacciata dagli uffici, i creoli cercarono di prendere possesso dei cabildo. Ben presto i cabildo divennero centro di potere per i creoli, come evidenziato in molti scontri con le audiencia della madre patria nel periodo che portò alle Guerre d'indipendenza ispanoamericana.

## Odierni cabildos
Dato che i cabildo rappresentavano il governo cittadino, gli edifici amministrativi erano spesso chiamati Cabildo. Questi nomi sono tuttora usati in America Latina, ed anche a New Orleans.
Oggi i cabildo sopravvivono solo sulle Isole Canarie, uno per isola, e sono basati su elezioni. Questi cabildos somigliano ai consells insulars (consigli dell'isola) delle Isole Baleari.